# Soknopaiou Nesos
Soknopaiou Nesos fou un temple de la regió de l'Oasi del Faium, prop de Dimai, dedicat al deu Sobek o el cocodril sagrat, amb un mur de rajoles i propers uns magatzems ben conservats, així com les restes de dos temples, un de pedra i un de rajoles. Fou construït en un lloc elevat al costat del llac amb una illa del cocodril sagrat; avui el llac ja no existeix. No lluny són les restes del temple de Qasr al-Sagha.